# Sven-Åke Frick
Sven-Åke Frick, född 2 september 1946 i Trelleborg, död 26 juli 2020 i Ystad, var en svensk tidigare handbollsspelare (mittsexa).
Ursprungligen kom Sven-Åke Frick från Trelleborg men det var i Ystad hans handbollskarriär utspelade sig. Frick gjorde 537 matcher för Ystads IF och var med i laget som tog SM-guld 1976. Han utsågs till årets handbollsspelare i Sverige 1974/1975. Som landslagsspelare spelade han 65 landskamper åren 1971–1979. Han är Stor Grabb. Karriären som aktiv spelare varade till 1983, då han blev tränare i Skurups Handboll. Han stannade i Skurup till 1987. Han hade senare också tränaruppdrag i HK Björnen, IFK Trelleborg och IFK Ystad.